# Liberdade, Minas Gerais
Liberdade este un oraș în Minas Gerais (MG), Brazilia.